# Даніал Шахбахш
Даніал Шахбахш (перс. دانیال شه‌بخش; 2000) — іранський боксер, призер чемпіонатів Азії та світу серед аматорів.

## Аматорська кар'єра
На чемпіонаті Азії 2021 в категорії до 60 кг Даніал Шахбахш здобув три перемоги, а у фіналі програв Ерденебатин Цендбаатар (Монголія) і отримав срібну медаль.
На Олімпійських іграх 2020, які пройшли в Токіо у липні—серпні 2021 року, виступав у категорії до 57 кг і у першому бою переміг Мохаммеда Хамуда (Марокко) — 5-0, а в другому програв Лазаро Альваресу (Куба) — 0-5.
На чемпіонаті світу 2021 завоював бронзову медаль, ставши першим іранським боксером-призером чемпіонату світу.
- У 1/32 фіналу переміг Мусу Чам (Гамбія) — 5-0
- У 1/16 фіналу переміг Густаво Рівера (Мексика) — 5-0
- У 1/8 фіналу переміг Мунарбека Сейтбека Уюлу (Киргизстан) — 5-0
- У чвертьфіналі переміг Едгараса Скурделіса (Литва) — 3-2
- У півфіналі не вийшов через травму проти Абдумаліка Халокова (Узбекистан)

На чемпіонаті світу 2023 програв у другому бою Радославу Росенову (Болгарія).